# Olivier Girault
Olivier Damien Girault (ur. 22 lutego 1973 w Pointe-à-Pitre, Antyle Francuskie), francuski piłkarz ręczny, wielokrotny reprezentant kraju, a także kapitan kadry narodowej. Występuje na pozycji lewoskrzydłowego. W kadrze narodowej zadebiutował w 1997 roku.
Zdobył złoty medal olimpijski podczas Igrzysk Olimpijskich 2008 w Pekinie. Karierę zawodniczą zakończył w 2008 r. W sezonie 2008/09 prowadził drużynę Paris Saint-Germain Handball, a także próbował swoich sił jako komentator sportowy.

## Osiągnięcia

### klubowe
- 2005:  wicemistrzostwo Francji
- 2006:  brązowy medal mistrzostw Francji
- 2007:  puchar Francji

### reprezentacyjne
- 2001:  mistrzostwo Świata
- 2003, 2005:  brązowy medal mistrzostw Świata
- 2006:  mistrzostwo Europy
- 2008:  brązowy medal mistrzostw Europy
- 2008:  mistrzostwo Olimpijskie

## Odznaczenia
- Kawaler Narodowego Orderu Zasługi[1]
- Kawaler Legii Honorowej[2]